# Arrondissement de Saint-Flour
L'arrondissement de Saint-Flour est une division administrative française située dans le département du Cantal, en région Auvergne-Rhône-Alpes.

## Composition

L'arrondissement dans la région Auvergne-Rhône-Alpes.

### Composition avant 2015
- canton d'Allanche ;
- canton de Chaudes-Aigues ;
- canton de Condat ;
- canton de Massiac ;
- canton de Murat ;
- canton de Pierrefort ;
- canton de Ruynes-en-Margeride ;
- canton de Saint-Flour-Nord ;
- canton de Saint-Flour-Sud.

### Composition depuis 2015
Liste des cantons de l'arrondissement de Saint-Flour :
- canton de Murat : 26 communes ;
- canton de Neuvéglise-sur-Truyère : 27 communes ;
- canton de Riom-ès-Montagnes : 9 communes, les 14 autres faisant partie de l'arrondissement de Mauriac ;
- canton de Saint-Flour-1 : 23 communes + fraction de Saint-Flour ;
- canton de Saint-Flour-2 : 16 communes + fraction de Saint-Flour.

### Découpage communal depuis 2015
Depuis 2015, le nombre de communes des arrondissements varie chaque année soit du fait du redécoupage cantonal de 2014 qui a conduit à l'ajustement de périmètres de certains arrondissements, soit à la suite de la création de communes nouvelles. Le nombre de communes de l'arrondissement de Saint-Flour est ainsi de 109 en 2015, 106 en 2016, 98 en 2017 et 102 en 2025.
Au 1er janvier 2025, l'arrondissement groupe les 102 communes suivantes :
1. Albepierre-Bredons
2. Allanche
3. Alleuze
4. Andelat
5. Anglards-de-Saint-Flour
6. Anterrieux
7. Auriac-l'Église
8. Bonnac
9. Brezons
10. Celles
11. Celoux
12. Cézens
13. Chaliers
14. Chalinargues
15. Chanterelle
16. La Chapelle-d'Alagnon
17. La Chapelle-Laurent
18. Charmensac
19. Chaudes-Aigues
20. Chavagnac
21. Chazelles
22. Cheylade
23. Le Claux
24. Clavières
25. Coltines
26. Condat
27. Coren
28. Cussac
29. Deux-Verges
30. Dienne
31. Espinasse
32. Ferrières-Saint-Mary
33. Fridefont
34. Gourdièges
35. Jabrun
36. Joursac
37. Lacapelle-Barrès
38. Landeyrat
39. Lastic
40. Laurie
41. Laveissenet
42. Laveissière
43. Lavigerie
44. Leyvaux
45. Lieutadès
46. Lorcières
47. Lugarde
48. Malbo
49. Marcenat
50. Marchastel
51. Massiac
52. Maurines
53. Mentières
54. Molèdes
55. Molompize
56. Montboudif
57. Montchamp
58. Montgreleix
59. Murat
60. Narnhac
61. Neussargues-Moissac
62. Neuvéglise-sur-Truyère
63. Paulhac
64. Paulhenc
65. Peyrusse
66. Pierrefort
67. Pradiers
68. Rageade
69. Rézentières
70. Roffiac
71. Ruynes-en-Margeride
72. Saint-Amandin
73. Saint-Bonnet-de-Condat
74. Saint-Flour
75. Saint-Georges
76. Sainte-Marie
77. Saint-Martial
78. Saint-Martin-sous-Vigouroux
79. Saint-Mary-le-Plain
80. Saint-Poncy
81. Saint-Rémy-de-Chaudes-Aigues
82. Saint-Saturnin
83. Saint-Urcize
84. Sainte-Anastasie
85. Ségur-les-Villas
86. Soulages
87. Talizat
88. Tanavelle
89. Les Ternes
90. Tiviers
91. La Trinitat
92. Ussel
93. Vabres
94. Val d'Arcomie
95. Valjouze
96. Valuéjols
97. Védrines-Saint-Loup
98. Vernols
99. Vèze
100. Vieillespesse
101. Villedieu
102. Virargues

## Démographie
En 2022, l'arrondissement comptait 36 601 habitants.
| 1968   | 1975   | 1982   | 1990   | 1999   | 2006   | 2011   | 2016   | 2021   |
| ------ | ------ | ------ | ------ | ------ | ------ | ------ | ------ | ------ |
| 52 079 | 49 269 | 46 658 | 43 914 | 40 013 | 39 225 | 38 460 | 37 697 | 36 904 |

| 2022   | - | - | - | - | - | - | - | - |
| ------ | - | - | - | - | - | - | - | - |
| 36 601 | - | - | - | - | - | - | - | - |

## Sous-préfets
| Période           | Période           | Identité                        | Fonction précédente                                                                   | Observation                                                                                        |
| ----------------- | ----------------- | ------------------------------- | ------------------------------------------------------------------------------------- | -------------------------------------------------------------------------------------------------- |
| 16 août 1830      | 2 décembre 1835   | Justin Delmas                   |                                                                                       | Nommé sous-préfet de Mamers                                                                        |
|                   |                   |                                 |                                                                                       | |
| 9 janvier 1843    | 15 mars 1848      | Jean du Bois de Nier Mont       | Sous-chef de bureau au ministère de l'intérieur                                       | Révoqué à la révolution de 1848. Conseiller de préfecture secrétaire général du Rhône en 1849      |
|                   |                   |                                 |                                                                                       | |
| 17 septembre 1851 | 16 mars 1853      | Marie-Louis du Bois de Jancigny | Auditeur au conseil d'État                                                            | Nommé sous-préfet de Louviers                                                                      |
| 16 mars 1853      | 4 novembre 1853   | Victor de Matharel              | Sous-préfet de Guingamp                                                               | Nommé sous-préfet de Douai                                                                         |
|                   |                   |                                 |                                                                                       | |
| 6 octobre 1870    | 30 janvier 1871   | Joseph Firbach                  | Sous-préfet de Murat                                                                  | Nommé sous-préfet de Millau                                                                        |
| 30 janvier 1871   | 13 mai 1871       | Jean Bouniols                   | Sous-préfet de Millau                                                                 | Nommé sous-préfet de Florac                                                                        |
|                   |                   |                                 |                                                                                       | |
| 24 janvier 1872   | 2 mars 1872       | Jean-François Cabarrus          | Sous-préfet de Provins                                                                | Nommé sous-préfet de Mayenne                                                                       |
|                   |                   |                                 |                                                                                       | |
| 15 janvier 1878   | 3 mai 1879        | Aristide Drouin                 |                                                                                       | Nommé secrétaire général de la préfecture de la Gironde                                            |
| 3 mai 1879        | 1er mai 1882      | Jean Coti                       | Sous-préfet de Condom                                                                 | Nommé sous-préfet de Saint-Claude                                                                  |
| 11 mai 1882       | 8 novembre 1882   | Romain Daclin-sibour            | Sous-préfet de Saint-Claude                                                           | Mis en disponibilité sur sa demande                                                                |
| 8 novembre 1882   | 5 octobre 1884    | Pierre Doux                     | Sous-préfet de Villefranche-de-Rouergue                                               | Nommé secrétaire général de la préfecture de l'Isère                                               |
| 5 octobre 1884    | 9 juillet 1890    | Marie Marbot                    | Sous-préfet d'Ussel                                                                   | Nommé sous-préfet d'Aubusson                                                                       |
| 9 juillet 1890    | 22 août 1890      | Clovis Marserou                 | Sous-préfet d'Aubusson                                                                | Nommé sous-préfet d'Issoudun                                                                       |
| 22 août 1890      | 7 janvier 1894    | Joseph Fazuilhe                 | Sous-préfet d'Argentan                                                                | Nommé secrétaire général de la préfecture de Lot-et-Garonne                                        |
| 7 janvier 1894    | 28 février 1896   | Henri Ramondou                  | Sous-préfet de Semur                                                                  | Nommé secrétaire général de la préfecture de l'Eure                                                |
| 28 février 1896   | 23 mai 1896       | Jean-Baptiste Roudaud           | Sous-préfet de Vitré                                                                  | Nommé secrétaire général de la préfecture des Côtes-du-Nord                                        |
| 23 mai 1896       | 6 janvier 1897    | Marc Morin                      | sous-préfet de Doullens                                                               | Nommé secrétaire général de la préfecture de Saône-et-Loire                                        |
| 13 février 1897   | 19 juillet 1898   | Antoine Noël                    | Sous-préfet de Vitry-le-François                                                      | Nommé sous-préfet de Saint-Claude                                                                  |
| 19 juillet 1898   | 21 février 1903   | Pierre Boudet                   | Sous-préfet de Melle                                                                  | Nommé sous-préfet de Saintes                                                                       |
| 21 février 1903   | 5 septembre 1904  | Martial Béchade                 | Sous-préfet de Montfort                                                               | Nommé sous-préfet de Cholet                                                                        |
| 5 septembre 1904  | 7 janvier 1906    | Paul Second                     | Sous-préfet de Mauléon                                                                | Nommé secrétaire général de la préfecture de l'Hérault                                             |
| 7 janvier 1906    | 3 novembre 1906   | Henry Bazin                     | Sous-préfet de Prades                                                                 | Nommé secrétaire général de la préfecture de Saône-et-Loire                                        |
| 20 novembre 1906  | 26 juin 1907      | Marie-Mathieu Jouffroy          | Secrétaire général de la préfecture du Doubs                                          | Nommé sous-préfet de Montélimar                                                                    |
| 26 juin 1907      | 3 octobre 1910    | Louis Montreuil                 | Sous-préfet de Neufchâteau                                                            | Nommé sous-préfet de Briey                                                                         |
| 3 octobre 1910    | 4 août 1911       | François Jacquet                | Sous-préfet de Gannat                                                                 | Nommé sous-préfet de Mostaganem à Oran en Algérie française                                        |
| 4 août 1911       | 3 mai 1913        | Lucien Cornélien Bilange        | Sous-préfet de Mostaganem                                                             | Nommé sous-préfet de Louviers                                                                      |
| 3 mai 1913        | 11 août 1913      | Maurice Barré                   | Sous-préfet d'Apt                                                                     | Nommé sous-préfet d'Orange                                                                         |
| 11 août 1913      | 15 mars 1915      | Léopold Mesnard                 |                                                                                       | Mobilisé                                                                                           |
| 27 mars 1915      | 27 janvier 1916   | Joseph Fabre                    |                                                                                       | Nommé sous-préfet de Puget-Théniers                                                                |
|                   |                   |                                 |                                                                                       | |
| 13 juillet 1917   | 28 mars 1919      | François de Bernardi            | Secrétaire général de la préfecture du Cantal                                         | Nommé sous-préfet de Castellane                                                                    |
| 28 mars 1919      | 3 juillet 1919    | François Aussaresses            | Mobilisé la guerre                                                                    | Nommé sous-préfet de Belley                                                                        |
| 6 août 1920       | 7 novembre 1925   | Auguste Bastard                 | Conseiller de préfecture des Côtes-du-Nord                                            | Nommé sous-préfet de Remiremont                                                                    |
|                   |                   |                                 |                                                                                       | |
| 20 août 1946      | 4 juillet 1949    | Roger Bellion                   |                                                                                       | Ecrivain connu sous son nom de plume Roger Rabiniaux                                               |
|                   |                   |                                 |                                                                                       | |
|                   | 23 janvier 1990   | Patrice de Froissard-Broissia   |                                                                                       | Nommé secrétaire général de la préfecture des Landes                                               |
| 16 juillet 1990   | 24 juillet 1992   | Christian Cau                   | Conseiller de tribunal administratif de 2e classe                                     | Nommé sous-préfet de Boulay-Moselle                                                                |
| 5 août 1992       | 3 juin 1994       | Philippe Riffaut                | Directeur du cabinet du préfet de la Manche                                           | Nommé sous-préfet chargé de mission pour la politique de la ville auprès du préfet du Val-de-Marne |
| 30 juillet 1997   | 5 septembre 2003  | Henri Planes                    | Sous-préfet hors cadre                                                                | Nommé sous-préfet de Millau                                                                        |
| 5 septembre 2003  | 31 mars 2005      | Marie-Blanche Bernard           | Directrice de préfecture                                                              | Nommée directrice du cabinet du préfet de la Savoie                                                |
| 20 avril 2005     | 5 novembre 2007   | Joël Mercier                    | Administrateur territorial                                                            | Nommé secrétaire général de la préfecture du Territoire de Belfort                                 |
| 22 avril 2008     | 5 octobre 2009    | Jean-Marie Wilhelm              | Directeur de cabinet du préfet de la Corrèze                                          | Nommé secrétaire général de la préfecture du Jura                                                  |
| 17 novembre 2009  | 2 février 2012    | Guillaume Robillard             | Conseiller du corps des tribunaux administratifs et des cours administratives d'appel | |
| 6 avril 2012      | 13 janvier 2014   | Delphine Balsa                  | Administratrice civile                                                                | Réintégrée dans son corps d'origine                                                                |
| 31 janvier 2014   | 2 février 2016    | Madjid Ouriachi                 | Personnel de direction d'établissement d'enseignement de l'éducation nationale        | Nommé directeur de cabinet du préfet de l'Eure                                                     |
| 18 mars 2016      | 9 janvier 2020    | Serge Delrieu                   | Administrateur civil                                                                  | Nommé sous-préfet de Pontarlier                                                                    |
| 30 avril 2020     | 30 septembre 2022 | Monique Cabour                  | Administratrice territoriale                                                          | En retraite.                                                                                       |
| 30 septembre 2022 | 18 mai 2024       | Aurélie Serrano                 | Directrice d'hôpital                                                                  | Réintégrée dans son corps d'origine                                                                |
| 26 juin 2024      | en cours          | Romain Hélard                   | Juge administratif                                                                    | |